# Sayuri Yoshinaga
Sayuri Yoshinaga (Tóquio,13 de março de 1945) é uma atriz e ativista japonesa. Recebeu quatro prêmios da Academia Japonesa na categoria de melhor atriz e é reconhecida como "uma das estrelas mais destacadas do mundo do cinema japonês do pós-guerra" . Depois de interpretar na televisão o papel de Yumechiyo, uma sobrevivente  gueixa hibakusha do bombardeio de Hiroshima, a atriz tornou-se uma defensora ativa do movimento antinuclear.

## Carreira
Sua primeira aparição na mídia audiovisual ocorreu na rádio novela Akado Suzunosuke em 1957. Desde então, tem sido uma das atrizes mais populares do Japão. Seus admiradores são conhecidos como "Sayuristas". Os atores Akiyuki Nosaka e Tamori declararam sua admiração pela atriz, considerando-a uma grande influência.
No início de sua carreira, assinou um contrato com a empresa de filmes Nikkatsu e desempenhou papéis principais em muitos de seus filmes. Em 1962, Yoshinaga interpretou uma garota do ensino médio em seu filme mais famoso, Foundry Town, e ganhou um Japan Record Award por seu desempenho em Itsudemo Yume wo junto com o protagonista masculino Yukio Hashi. Nos anos 70 e 80, Yoshinaga apareceu em filmes feitos por outras companhias, bem como em séries dramáticas de televisão, comerciais e programas de entrevistas. Após este período, retornou ao cinema e apareceu em comerciais para algumas grandes empresas. Ela recebeu o Prêmio da Academia Japonesa quatro vezes. Yoshinaga apareceu em 120 filmes, principalmente em papéis de liderança.
Yoshinaga estrelou os filmes de Kon Ichikawa Ohan e The Makioka Sisters. Também estrelou os filmes de Yoji Yamada Kabei: Our Mother e About Her Brothe.
Em 2012, estrelou o longa-metragem de Junji Sakamoto, A Chorus of Angels. Dois anos depois, estrelou o filme de Izuru Narushima, Cape Nostalgia. Em 2015, fez uma parceria com o diretor Yoji Yamada para estrelar o filme dramático Haha to Kuraseba, alcançando aclamação da crítica especializada. Sua última participação no cinema foi gravada em 2018, fazendo o papel de Tetsu Ezure no filme Sakura Guardian in the North de Yōjirō Takita.

## Vida pessoal
Yoshinaga se formou na Escola de Artes, Letras e Ciências da Universidade de Waseda em 1969. Em 1975, se casou com Taro Okada, um diretor de televisão que trabalhou para a Fuji Television, mantendo seu nome de solteira "Yoshinaga" como seu nome artístico. O casal não teve filhos.
Por vinte anos, foi responsável pela leitura de poemas publicamente lembrando as vítimas dos atentados em nome do Museu Memorial da Paz de Hiroshima. A atriz também é fã do Saitama Seibu Lions, que integra a Liga Japonesa de Beisebol Profissional.